# Let ydervæg
|  | Sammenskrivningsforslag Artiklerne Let ydervæg, Tung ydervæg er foreslået føjet ind i Ydervæg. (Siden august 2020) Diskutér forslaget (Bemærk!Regler for oprettelse) |

Lette ydervægge i en bygning, er karakteriseret ved, at de vejer mindre end 100 kg/m2. Vægten måles fra indvendig side til det ventilerede hulrum.
Disse konstruktioner opbygges typisk med træ- eller stålprofiler som bærende del. Da både træ og stål tager skade, hvis de udsættes for en høj luftfugtighed over en længere periode, opbygges denne konstruktionstype anderledes end den tunge ydervæg som ikke tager skade af fugt i samme omfang.

## Opbygning af en let ydervæg
I dette afsnit beskrives opbygningen af en let ydervæg.

### Yderbeklædning
Yderst placeres en yderbeklædning som kan laves af fx træ, mursten eller puds. Denne del af væggen har til formål at give byggeriet det ønskede arkitektoniske udtryk samt skærme for vind og nedbør.

### Ventileret hulrum
Herefter findes det ventilerede hulrum, som altid skal laves når der arbejdes med lette ydervægge. Formålet med det ventilerede hulrum er, at lede fugten ud af konstruktionen så det ikke beskadiger den bærende del af konstruktionen. Det ventilerede hulrum udføres forskelligt afhængigt af hvilken type yderbeklædning der ønskes, ved mursten som yderbeklædning ligges der murbindere ind for hvert 3. eller 4. skifte for at holde for- og bagmur sammen men stadig skabe det ønskede hulrum (ved murværk som yderbeklædning skal hulrummet minimum være 50 mm bred), for at skabe ventilation i hulrummet kradses nogle af studsfugerne i murværkets 2. eller 3. skifte ud. Hvis der i stedet anvendes træ som yderbeklædning kan hulrummet fx skabes ved at indlægge afstandslister som yderbeklædningen sættes fast på.

### Vindtæt lag
Det 3. lag der ses i konstruktionen er det vindtætte lag, som sikrer at isoleringen længere inde i konstruktionen ikke bliver vindblæst og derved får en forringet isoleringsevne. For at sikre, at den fugt der fortættes i hulrummet, kan løbe ud af konstruktionen, monteres en fugtspærre på det vindtættelag som så leder vandet ud ved yderbeklædningen. Fugtspærren skal helst placeres inde bag det vindtætte lag, men da den ofte ødelægges når den monteres på denne måde, placeres den hovedsagelige ud mod det ventilerede hulrum.

### Bærende konstruktion
Inde bagved det vindtættelag findes den bærende konstruktion. Denne er forankret til fundamentet vha. en gevindstang for at konstruktionen står fast selvom den belastes af vinden. I dette lag er en stor del af isoleringen ligeledes placeret. Ofte er træ/stål profilerne placeret lodret med en afstand på fx 450 mm (denne afstand kan variere), hulrummet mellem profilerne fyldes derfor med isoleringsmateriale. Under de lodrette profiler er der en fodrem som stabiliserer de lodrette profiler. Fodremmen er placeret ovenpå et lag isolerings/tætnings filt, for at undgå at der opstår en kuldebro mellem fodremmen og fundamentet. Kuldebroen forårsages af, at fundamentet og fodremmen ikke kan skabe en fuldstændig tæt samling da, især fundamentet kan være ujævnt.

### Dampspærre
Udenpå den bærende konstruktion placeres en dampspærre som sikrer at fugten inde fra bygningen ikke trænger ud i konstruktionen og fortættes pga. temperaturændringen. Denne må maksimalt placeres 1/3 inde i isoleringslaget, netop for at fugten ikke fortættes, afstanden måles fra den varme side af isoleringen. Når placeringen af dampspærren vælges, skal det ligeledes medtages i overvejelserne, at hvis den placeres lige bag den indvendige beklædning er der stor risiko for at den ødelægges når der monteres elinstallationer eller hvis beboerne/brugerne af byggeriet sætter skruer fast i væggen. Derfor placeres damspærren ofte lige efter den bærende del af konstruktionen, hvorefter der påsættes afstandslister inden den indvendige beklædning monteres.

### Indvendig beklædning
Den indvendige beklædning kan, ligesom den udvendige beklædning, udføres på mange forskellige måde. Ofte anvendes der gipsplader, da disse er lette at arbejde med og desuden kan beskytte den bærende konstruktion i tilfælde af brænd. Dette skyldes, at gips afgiver vand når det brænder.